# Operational Intelligence Centre
Le « Operational Intelligence Centre » (ce que l'on peut traduire en : « Centre de Renseignement Opérationnel ») est un service de l'Amirauté britannique durant la Seconde Guerre mondiale. Sa fonction est de centraliser et d'analyser tous les renseignements disponibles concernant la Bataille de l'Atlantique, afin d'assurer au mieux la sécurité des convois transatlantiques et de combattre le plus efficacement possible les forces navales de l'Axe.

## Création

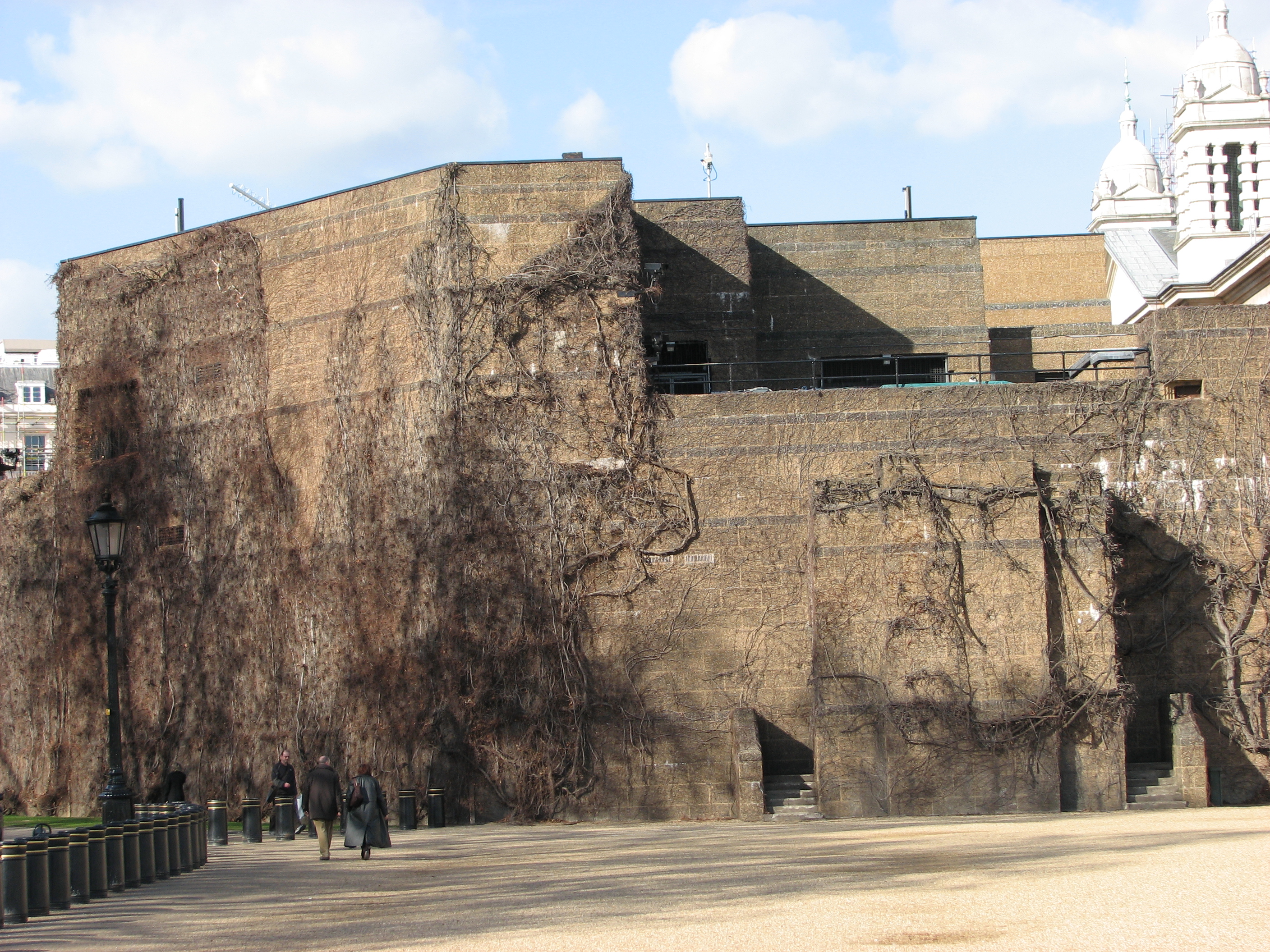
L'immeuble (la « Citadelle ») de l'Amirauté où se trouvait l'OIC.

Durant la Première Guerre mondiale, l'Amirauté britannique avait fondé ses décisions, en grande partie, sur les informations du service connu comme Room 40 (OB). Ce service assurait le décryptage des messages ennemis ; il passait ses informations au Bureau des Opérations, qui prenait les décisions. Cela avait conduit, comme lors de la Bataille du Jutland, à certaines erreurs,.
Lorsque le nouveau conflit s'annonce, l'Amirauté reconnaît le besoin d'avoir une structure équivalente, dont les sources d'informations seraient plus variées que la structure précédente, et qui serait capable d'analyser les informations disponibles avant de les présenter aux décideurs.
Le service correspondant est mis en place en 1937 et fut confié au Lieutenant commander Denning. Il se compose alors de deux personnes, Denning et un assistant, Charlie Pace. En 1939, l'OIC compte 36 employés. Il est organisé en quatre sections (marines italienne et japonaise ; localisations par radiogoniométrie ; traque des U-boote ; suivi des navires de surface nazis, avec plusieurs sous-sections.
En 1939 sont aussi formalisés les liens avec les différentes structures capables de fournir des informations à l'OIC. En premier lieu, le GC&CS (connu aussi par sa localisation, Bletchley Park).

## Personnel
L'OIC est mise en place par le Lieutenant commander Norman Denning, en 1937, lors de la guerre civile espagnole pour renseigner sur les mouvements des navires des deux camps.
La particularité de cette structure est de fonctionner avec très peu de marins mais avec une majorité d'engagés volontaires, voire de civils sous contrat. Un certain nombre de ces derniers seront affectés à la RNVR.
Le responsable de la sous-section 8S, celle qui est chargée de traquer les U-bote (tracking room) est un avocat, Rodger Winn, civil qui avait proposé ses services comme interprète et avait été, « logiquement », affecté à l'OIC. Il avait été nommé commander dans la RNVR, bien que n'ayant suivi aucune formation militaire correspondante.
Une autre particularité est d'utiliser de nombreuses WRENS (c'est-à-dire d'auxiliaires féminines de la marine britannique), tant officiers que femmes du rang. La section 8K sera même dirigée, à partir de janvier 1943, par une Wren, Margaret Stewart.

## Fonctionnement

### Organisation

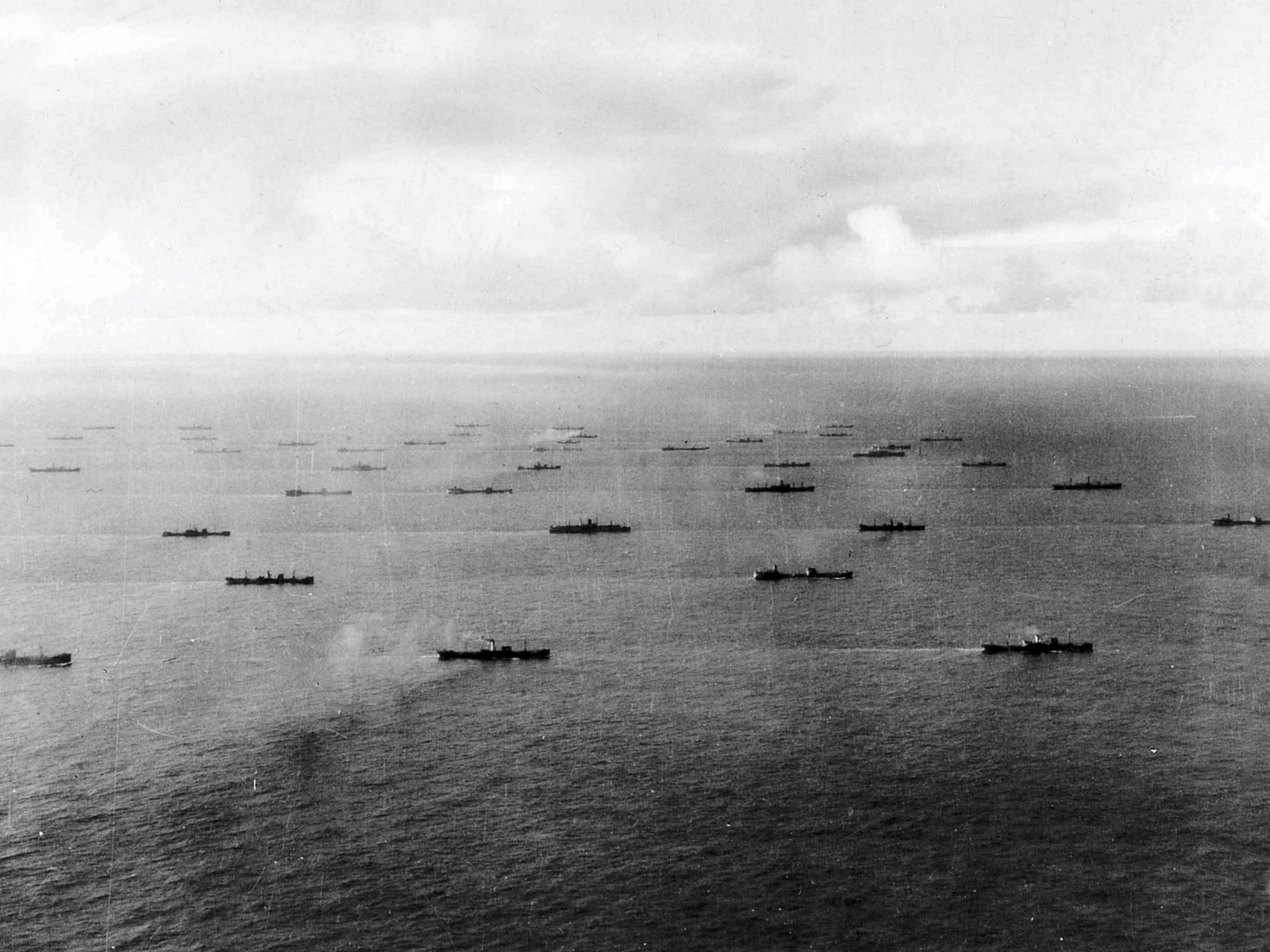
Un convoi allié dans l'Atlantique (1942).

Administrativement, l'OIC est la 8e section du NID (« Naval Intelligence Division (en)», le service de renseignement de l'Amirauté).
En 1943, l'OIC est divisé en une quinzaine de sous-sections, certaines d'entre elles divisées en sous-sous-sections.
Liste des sous-sections :
| code | mission                  | code | mission                     |
| ---- | ------------------------ | ---- | --------------------------- |
| 8A   | Liaison Air et Luftwaffe | 8F   | marine marchande allemande  |
| 8M   | Mines allemandes         | 8S   | Recherche et suivi U-boote  |
| 8T   | pool dactylos            | 8X   | Radiogoniométrie et traçage |
| 8W   | Administration           |      |                             |

Liste des sous-sections subdivisées :
| code | mission                     | code | mission        | code | mission      |
| ---- | --------------------------- | ---- | -------------- | ---- | ------------ |
| 8EI  | théâtre méditerranéen       | 8J   | Extrême Orient |      |              |
| 8E   | Marine de surface allemande | 8G1  | Guetteurs      | 8C   | Mer Baltique |
|      |                             |      |                | 8H   | Norvège      |
| 8K   | côtes de l'Elbe à l'Espagne |      |                |      |              |
| 8P   | reconnaissance photo        |      |                |      |              |
| 8R   | Raiders de surface          |      |                |      |              |

### Production
L'OIC reçoit des informations de sources variées et nombreuses, au premier rang desquelles ce qui provient de Bletchley Park et des stations Y (repérage par radiogoniométrie des messages radios émis par les unités navales ennemies).
À partir de ces éléments, est élaboré un tableau journalier de la situation qui est communiqué aux centres de décisions. Ce tableau liste l'ensemble des navires ennemis détectés ainsi que leur localisation.
L'OIC a la possibilité d'informer directement des unités de la Royal Navy. Par exemple, informer le commandant de l'escorte et le commodore d'un convoi d'une modification de la route suivie afin d'éviter de rencontrer des U-boote.

## Structures équivalentes
- Les britanniques établiront des « clones » de l'OIC pour couvrir les théâtres d'opération de Méditerranée et d'Extrême-Orient.
- Une structure similaire à l'OIC sera mise en place par la marine américaine, avec les mêmes objectifs (connue sous le sigle Op-20[note 4], puis F.31)[11].
- En revanche, la marine du Reich ne ressentira pas le besoin de mettre en place une telle cellule d'analyse.